# Francisco Andrade Marín
Francisco Andrade Marín (Quito, 15 de novembro de 1841 – Quito, 9 de maio de 1935) foi um político equatoriano. Ocupou o cargo de presidente de seu país entre 6 de março de 1912 e 10 de agosto de 1912.